# 原田大輔 (俳優)
原田 大輔（はらだ だいすけ、1982年9月29日 - ）は、日本の男性俳優。千葉県出身。身長175cm、体重 60kg。円演劇研究所（2005年〜）卒業。演劇集団円会員昇格（2007年〜）。演劇集団 円所属。

## 出演

### 舞台
- オセロー
- あらしのよるに
- 新ハムレット
- 宙をつかむ
- ヘンゼルとグレーテル（日生劇場） - 天使 役
- 紙とエンピツ（シアター風姿花伝） - イシモリ 役
- カシオペアの丘で
- 死んでみたら死ぬのもなかなか四谷怪談〜恨

### テレビドラマ
- 月曜ゴールデン「被取締役新入社員」（2008年3月31日、TBS）
- 土曜ワイド劇場「天才刑事・野呂盆六7 美しき母の伝説」（2013年3月16日、ABCテレビ）
- TOKYO VICE 第2話（2022年4月、HBO Max・WOWOW） - ライバルヤクザ2 役

### 映画
- スペシャルアクターズ（2019年10月18日、松竹） - ムスビル幹部 役

### 吹き替え
ドラマ
- ER XIV 緊急救命室 #10（デル〈アーネル・パウエル〉）
- ER XV 緊急救命室 #2（ジェームス・シルコット〈ジャコリー・ガムズ〉）
- グッドラックチャーリー
- グッド・ワイフ（第1シーズン）
- ボルジア家 愛と欲望の教皇一族（第1シーズン）
- ボルジア家2 愛と欲望の教皇一族（第2シーズン）
- レバレッジ 〜詐欺師たちの流儀

映画
- GOUDATSU 強奪
- 三銃士/王妃の首飾りとダ・ヴィンチの飛行船
- パーフェクト・ゲッタウェイ
- ブリッツ (映画)

アニメ
- アーサー・クリスマスの大冒険

### テレビアニメ
- NARUTO -ナルト- 疾風伝（2010年、村人）
- NARUTO -ナルト- 疾風伝（2011年、盗賊団、手下）
- ブレイド（2011年、船員、協力者、ヴァンパイア、ギャング）

### 劇場アニメ
- コクリコ坂から（2011年）
- 夜は短し歩けよ乙女（2017年、京福電鉄研究会学生）